# Taufkirchen (Vils)
Pour les articles homonymes, voir Taufkirchen.
Taufkirchen (Vils) est une commune de Bavière (Allemagne), située dans l'arrondissement d'Erding, dans le district de Haute-Bavière.